# Sermão de Santo António aos Peixes

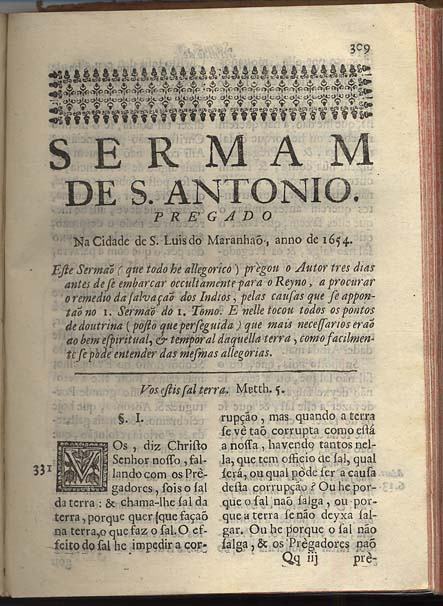
Primeira edição publicada do Sermão de Santo António aos Peixes, numa colecção dos Sermoens de António Vieira, 1682.

O Sermão de Santo António aos Peixes é uma das obras mais conhecidas do Padre António Vieira. O Sermão foi pregado em S. Luís do Maranhão, no Brasil, no dia 13 de Junho (dia de Santo António no calendário litúrgico) de 1654 — na sequência dos litígios que surgiram entre os colonos brasileiros e os Jesuítas (ordem religiosa a que pertencia Vieira), que contestavam a escravidão dos povos indígenas. Três dias depois de o pregar, António Vieira embarcou ocultamente para Lisboa, para tentar conseguir obter junto do rei D. João IV leis que garantissem direitos básicos aos índios brasileiros, que os protegessem da exploração dos colonos brancos. Vieira conseguiu atingir os seus objectivos, a contragosto dos colonos que assim perdiam parte da sua mão-de-obra barata, que eles exploravam impiedosamente.
O Sermão de Santo António aos Peixes constitui um documento da surpreendente imaginação, habilidade oratória e poder satírico do Padre António Vieira, que toma vários peixes como símbolos de algumas virtudes humanas e, principalmente dos vícios daqueles colonos, que são censurados com severidade. Todo o Sermão é, portanto, uma alegoria, porque os peixes são uma metáfora dos homens.

## Capítulo I (Exórdio - Parte Introdutória)
“Vos, diz Chriſto Senhor noſſo, fallando com os Prègadores, ſois o ſal da terra: & chama-lhe ſal da terra, porque quer que façaõ na terra, o que faz o ſal. O effeito do ſal he impedir a corrupção, mas quando a terra ſe vê taõ corrupta como eſtá a noſſa, havendo tantos nella, que tem officio de ſal, qual ſerá, ou qual pòde ſer a cauſa deſta corrupção? Ou he porque o ſal naõ ſalga, ou porque a terra ſe não deyxa ſalgar.”

— Sermão de Santo António aos Peixes (1682)
O primeiro capítulo é o exórdio aos homens. Padre António Vieira serve-se do conceito predicável "Vos estis sal terrae" ("Vós sois o sal da Terra"), para iniciar o seu sermão. Segundo Cristo, os pregadores eram o "sal da terra" porque, tal como o sal impede que os alimentos se corrompam, também os pregadores tinham a missão de impedir a corrupção na Terra. Contudo, como a terra estava corrupta, havendo tantos pregadores, o defeito só poderia ser dos pregadores, que podiam não pregar a verdadeira doutrina ou, pregando-a, praticar acções em desacordo com essa doutrina ou, por outro lado o defeito poderia ser dos ouvintes, que não queriam receber a doutrina dos pregadores e preferiam antes seguir as suas acções do que as suas palavras.
Sendo o defeito dos pregadores, a solução seria seguir o conselho de Cristo e expulsá-los, mas, sendo o defeito dos ouvintes, poder-se-ia tomar a resolução de Santo António, quando pregava em Arimino e, não sendo ouvido pelos homens, resolveu mudar de auditório e pregar aos peixes, que o ouviram com atenção.
Assim sendo, Padre António Vieira, do dia da festa em honra de Santo António, em vez de falar do Santo, decidiu que seria preferível falar como ele, pregando também, aos peixes, já que as suas pregações, tal como tinha acontecido com as do Santo, também não estavam a ser ouvidas. Vieira fez, então, a costumada Invocação à Virgem, pedindo-lhe inspiração para o seu sermão.

## Capítulo II (Louvores em geral)
Padre António Vieira elogia a qualidade peculiar dos peixes de serem capazes de ouvir e de não falar. Contudo, têm o defeito de não poderem converter-se, mas o pregador já está habituado a essa dor (observação irónica em relação aos homens).

## Capítulo III (Louvores em particular)

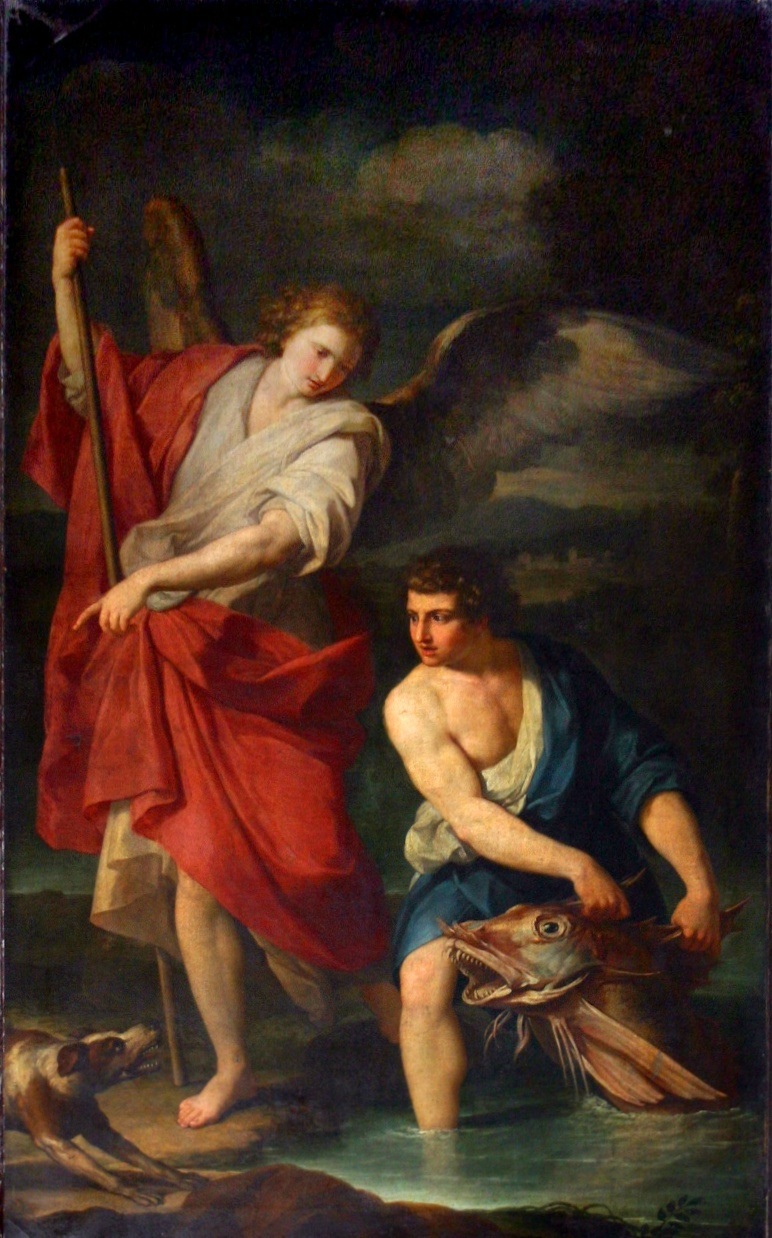
Tobias e o Anjo (anónimo, século XVII)

- Peixe de Tobias
  - Cura a cegueira

«(...) sendo o pai de Tobias cego, aplicando-lhe o filho aos olhos um pequeno do fel, cobrou inteiramente a vista;»
- - Expulsa os demónios

«(...) tendo um demónio chamado Asmodeu morto sete maridos a Sara, casou com ela o mesmo Tobias; e queimando na casa parte do coração, fugiu dali o demónio e nunca mais tornou;»
- Abre a boca a Tobias que se queria lavar, ao contrário de Santo António que abre a boca àqueles que recusam lavar-se (recusam purificar a alma)

- Rémora

Um peixe pequeno mas tem muita força. Representa a força da palavra de Santo António.
A fraqueza e nada com que luz
«(...) se se pega ao leme de uma nau da índia (...) a prende e amarra mais que as mesmas âncoras, sem se poder mover, nem ir por diante.»
«Oh se houvera uma rémora na terra, que tivesse tanta força como a do mar, que menos perigos haveria na vida, e que menos naufrágios no mundo!»
«(...) a virtude da rémora, a qual, pegada ao leme da nau, é freio da nau e leme do leme»
Apenas é comparável à língua de Santo António, que serve de guia às pessoas.
- Torpedo

Peixe que faz descargas eléctricas para se defender. Representa a conversão.
«Está o pescador com a cana na mão, o anzol no fundo e a bóia sobre a água, e em lhe picando na isca o torpedo, começa a lhe tremer o braço. Pode haver maior, mais breve e mais admirável efeito? De maneira que, num momento, passa a virtude do peixezinho, da boca ao anzol, do anzol, à linha, da linha à cana e da cana ao braço do pescador»
Faz t(r)emer os pe(s)cadores
- Quatro Olhos

Vê para cima e para baixo. Representa a capacidade de distinguir o bem do mal (céu/inferno).
A vigilância, providência
«Esta é a pregação que me fez aquele peixezinho, ensinando-me que, se tenho fé e uso da razão, só devo olhar direitamente para cima, e só direitamente para baixo: para cima, considerando que há Céu, e para baixo, lembrando-me que há Inferno»
(Senão por amor a Deus (cima), então, por repúdio ao inferno (baixo))
| O peixe de Tobias                                                                                            | Rémora | Torpedo                                                                                           | O Quatro-Olhos |
| Efeitos | |                                                                                                   | |
| • Curou a cegueira do pai de Tobias; • Exorcizou os demónios.                                                | • pega-se ao leme de uma nau • prende a nau e amarra-a                                                                  | • faz tremer o braço do pescador • não permite pescar                                             | •defende-se dos peixes •defende-se das aves                                                                       |
| Comparação                                                                                                   | |                                                                                                   | |
| Peixe de Tobias Santo António •Alumiava e curava as cegueiras dos ouvintes •Lançava os demónios fora de casa | Rémora Santo António •A língua de S. António domou a fúria das paixões humanas: Soberba, Vingança, Cobiça, Sensualidade | Torpedo Santo António • 22 pescadores tremeram ouvindo as palavras de S. António e converteram-se | Quatro-Olhos O pregador • O peixe ensinou o pregador a olhar para o Céu (para cima) e para o Inferno (para baixo) |

## Capítulo IV (Repreensões em geral)

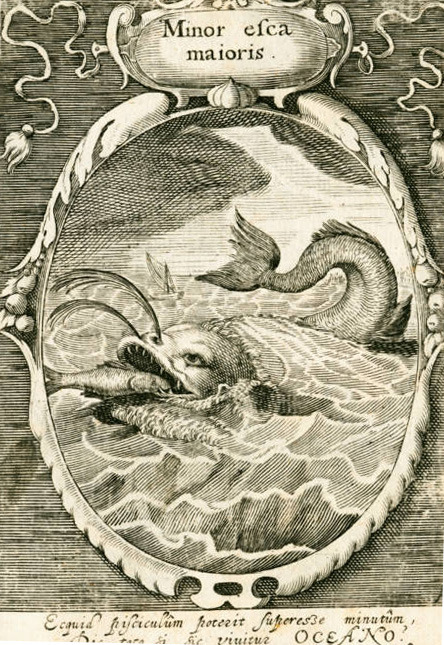
"Tão alheia cousa é, não só da razão, mas da mesma natureza, que, sendo todos criados no mesmo elemento, todos cidadãos da mesma pátria, e todos finalmente irmãos, vivais de vos comer!". Gravura alemã, 1617.

Passando às repreensões dos peixes, Vieira critica-os por se comerem uns aos outros (sentido denotativo ou literal) e por serem os grandes que comem os pequenos, mas com os homens passa-se um fenómeno semelhante.
Quando morre um homem, logo uma série de pessoas se prepara para o "comer" (sentido denotativo ou figurado), nomeadamente os herdeiros, os testamenteiros, o coveiro, etc. Contudo, os homens não se comem apenas depois dos mortos, sendo o mal maior o facto de se comerem em vida. Por exemplo, o homem acusado de crime é "comido" pelo meirinho, pelo solicitador, pelo advogado, pela testemunha, etc. Entre os homens, além de serem os grandes que "comem" os pequenos, devoram-nos em grande quantidade, não como fazem com qualquer comida, mas como fazem com o pão, que é um alimento de todos os dias.
Vieira utiliza o verbo "comer" com o intuito de criticar os homens e pede aos peixes (alegoria dos homens) que observem o seu comportamento abominável.
Padre António Vieira alerta os peixes que Deus os pode castigar, tal como castiga os homens, pois poderão encontrar sempre outros peixes maiores que os "comerão" a eles. Vieira aconselha os peixes a não se destruírem uns aos outros, pois já basta a perseguição que lhes movem os homens. Os peixes poderão alegar, como fazem os homens, que não têm outro meio de sobrevivência, mas o mar é tão grande que eles se poderão sustentar só com o que ele deita à praia. Após o dilúvio, se os animais se comessem, não se teriam multiplicado, uma vez que só havia dois de cada espécie (7 pares de animais puros por espécie e 1 par de animal imundo por espécie). Outro defeito dos peixes consiste em deixarem-se tentar por um bocado de pano atado num anzol. Do mesmo defeito padecem os homens e pelo mesmo motivo se guerreiam uns aos outros. Vieira faz referência às ordens de Cristo, Santiago, Avis e de Malta, cujos hábitos os homens ambicionam envergar. No Maranhão também os homens se deixam iludir com os panos que chegam de Portugal, contraindo dívidas para os obter. Ora, se essa vaidade é a loucura nos homens, mais o é nos peixes, a quem Deus dotou de uma pele tão vistosa. Santo António, desprezando a vaidade, vestiu-se de burel, com uma corda atada à cintura.

## Capítulo V (Repreensões em particular)

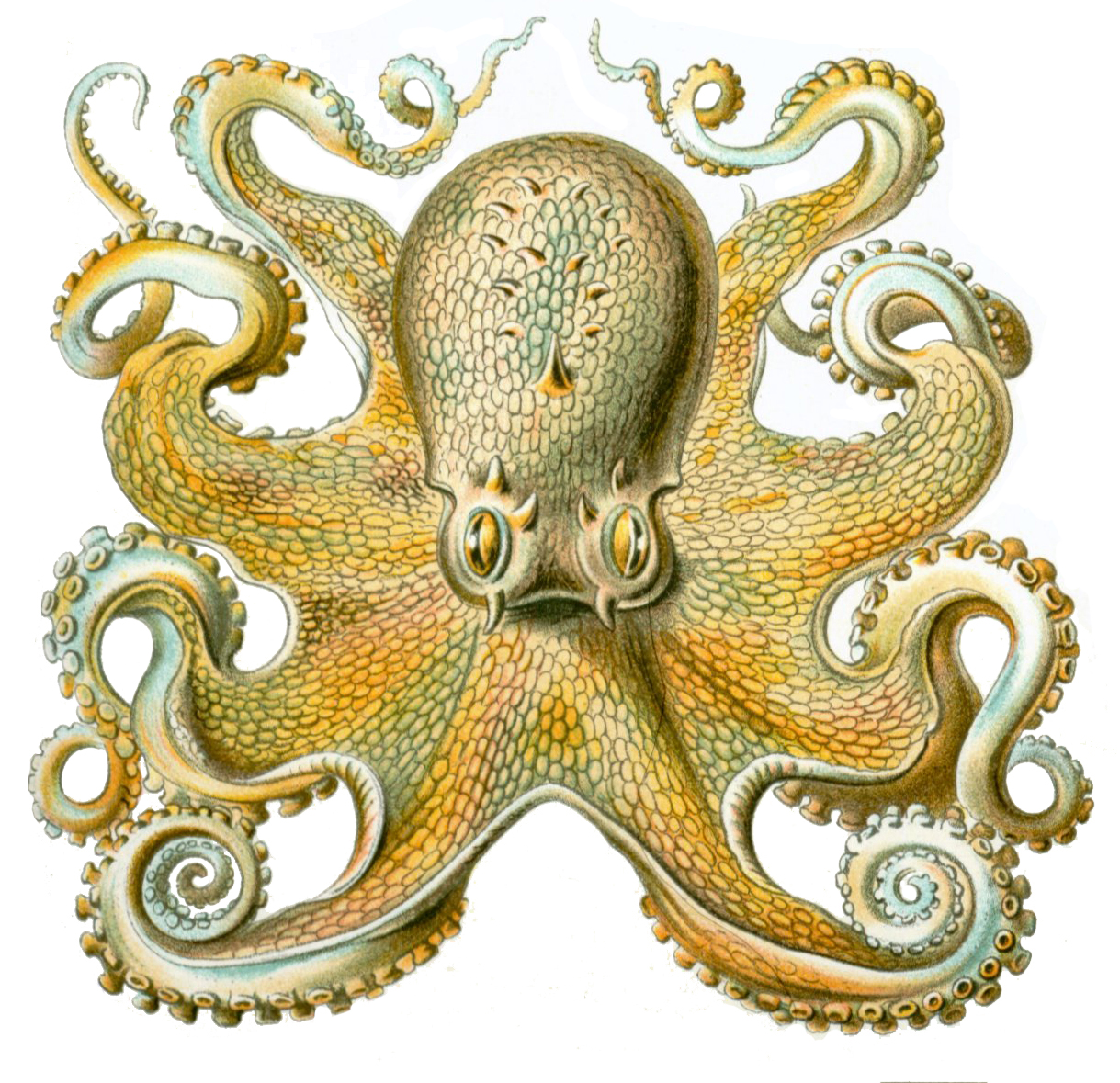
Por atacar de emboscada e por ser dissimulado, o polvo é alvo de severas críticas

Neste capítulo faz-se repreensões aos peixes em particular, que representam os diversos defeitos humanos:
- Os Roncadores: Soberba, Arrogância e Orgulho.
Muita arrogância, pouca firmeza.
- Os Pegadores: Parasitas, Oportunismo.
Vivem na dependência dos grandes, morrem com eles.
- Os Voadores: Presunção, Capricho, Vaidade e Ambição.
Foram criados peixes e não aves
- O Polvo: Traição.
Ataca sempre de emboscada porque se disfarça, comparado a Judas

## Capítulo VI (Peroração ou conclusão)
Padre António Vieira despede-se dos peixes, dizendo que, dos animais que Deus tinha escolhido para lhe serem sacrificados, os peixes tinham sido excluídos, porque os outros animais, ao contrário dos peixes, podiam ir vivos aos sacrifícios. Entre os homens, havia muitos que chegavam ao altar com as suas almas mortas pelo pecado e, por isso, era preferível não se ser sacrificado a Deus do que ser-se sacrificado morto.
Vieira faz um acto de contrição, reconhecendo que os peixes o excedem em tudo. Os peixes não falam, mas não ofendem a Deus com as palavras, não entendem, mas não ofendem a Deus com o entendimento. Os homens, sendo seres dotados de razão, respondem mal pelas suas obrigações, por isso é melhor ser peixe.
Vieira termina com um apelo, pedindo aos peixes para louvarem a Deus. Na última frase, parece que o público real e o ficcional se coincidem, percebendo-se que Vieira se dirige mais aos homens, ao dizer que não pode acabar o sermão em graça, porque os peixes (ou seja, os homens) também não estão em graça.